# STIR/STING
STIR（英: Signaal Tracking and Illuminationg Radar）は、オランダのシグナール（Signaal: 現 タレス・ネーデルランド）社が開発した射撃指揮レーダー。また、小型艦向けに小型化されたSTINGも開発された。

## 概要
本機は、WM-20シリーズをもとに卵型のレドームを廃止して追尾レーダーを独立させる形で開発された。基本型はSTIR 1.8（STIR-180）と称されており、カセグレンアンテナは1.8メートル径に大型化された。また更に大型の2.4メートル径のアンテナを採用したSTIR 2.4（STIR-240）もある。これによりSTIRシリーズは、艦砲や個艦防空ミサイル（PDMS）だけでなく、より長射程のスタンダードMR艦隊防空ミサイルの射撃指揮にも用いることができるようになった。なお目標追尾だけでなく、セクター走査や高角測定、弾着観測（splash spotting）、水上目標に対する修正射撃、また直線軌道予測だけでなく曲線軌道予測にも対応している。
本機では、低高度性能の向上や鏡面反射の排除のため、XバンドとKバンドの二周波による追尾が行われており、より先進的なデジタル信号処理も導入された。送信機としては、当初はマグネトロンが用いられており、尖頭電力はXバンドでは2.2キロワット、Kバンドでは30キロワット、Xバンド連続波照射時の平均電力は5キロワット以上であった。またSTIR 2.4では、パルス圧縮のため、同社のゴールキーパーCIWS用に開発された進行波管（TWT）も導入され、STIR 1.8にもバックフィットされた。これにより、1平方メートルのレーダー反射断面積をもつ目標であれば140キロメートル以上の距離でも追尾できるようになった。また各システムには、連続波照射、電子光学追尾装置（可視光および赤外線）、各種の移動目標指示（MTI）装置や電子防護措置、パイロットトーン処理などが組み込まれている。動作は全自動、半自動および全手動で行うことができる。
STIRは、下記のような武器システムの管制に使用できる。
- 艦対空ミサイル
  - シースパロー（RIM-7H, M, P, ESSM）
  - アルバトロス
  - スタンダード（SM-1ブロックV, VI、SM-2ブロックIII）
- 砲熕兵器
  - シー・ゼニス 25mmCIWS
  - ボフォース/ブレダ 70口径40mm連装機銃
  - 70口径57mm単装速射砲（ボフォースMk.2）
  - 62口径76mm単装速射砲
  - 55口径100mm単装速射砲
  - 54口径127mm単装砲（Mk.45 5インチ砲）
  - 54口径127mm単装速射砲（コンパット砲）

## 採用国と搭載艦
アルゼンチン海軍
- アルミランテ・ブラウン級駆逐艦

 カナダ海軍
- イロクォイ級ミサイル駆逐艦（STIR 1.8; SPG-501と呼称）
- ハリファックス級フリゲート（STIR 1.8; SPG-503と呼称）

※HCM/FELEX改修によりCEROS 200へ後日換装。
 チリ海軍
- カレル・ドールマン級フリゲート
- ヤコブ・ファン・ヘームスケルク級フリゲート

 コロンビア海軍
- アルミランテ・パディーヤ級フリゲート
（STING-EO Mk.2：近代化改修により後日装備）

 ドイツ海軍
- ブレーメン級フリゲート
- ブランデンブルク級フリゲート

 ギリシャ海軍
- エリ級フリゲート
- イドラ級フリゲート

 大韓民国海軍
- 広開土大王級駆逐艦
- 李舜臣級駆逐艦

 オランダ海軍
- カレル・ドールマン級フリゲート

 ナイジェリア海軍
- アラドゥ

 ブルネイ海軍
- ダルサラーム級哨戒艦（STING-EO Mk2）

 ペルー海軍
- アルミランテ・グラウ

 ポルトガル海軍
- ヴァスコ・ダ・ガマ級フリゲート

 台湾海軍
- ギアリング級駆逐艦（STIR 1.8; 武進3号改装で搭載）
- ノックス級フリゲート（STIR 1.8; ギアリング級より転載）
- 沱江級コルベット(1.2 EO Mk2; 沱江級コルベット二番艦以降)

 タイ海軍
- ナレースワン級フリゲート

 トルコ海軍
- ヤウズ級フリゲート
- バルバロス級フリゲート
- サーリヒレイス級フリゲート
- クルチ級ミサイル艇（英語版）（STING-EO）
- アダ級コルベット（STING-EO Mk.2）

 オマーン海軍
- カヒル級コルベット（STING）